# Дзюдо в России и СССР

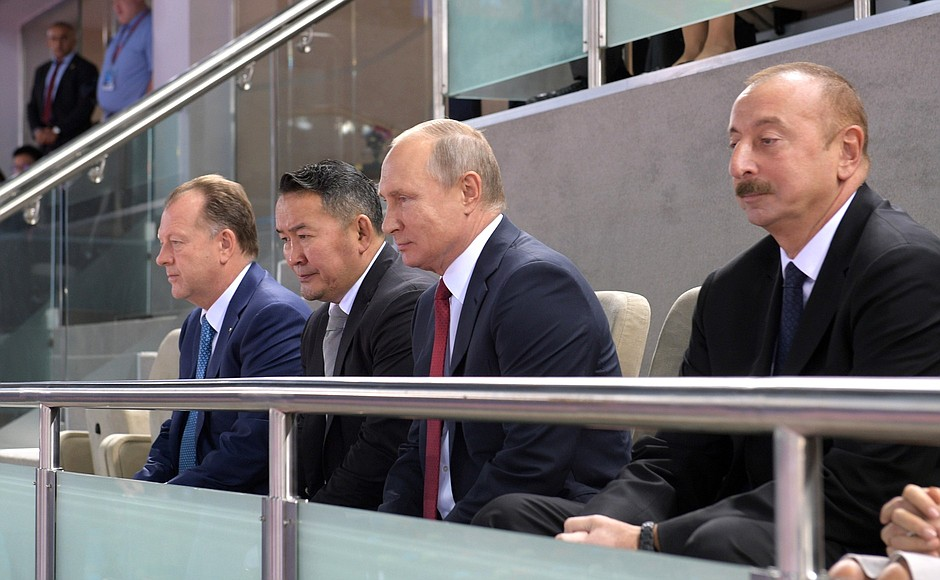
Посещение соревнований чемпионата мира 2018 года по дзюдо в Баку. На фото, слева направо: Президент Международной федерации дзюдо М. Визер, Президент Монголии Х. Баттулга, Президент РФ В. Путин, Президент Азербайджана И. Алиев

До 1914 года дзюдо в России было практически неизвестно, хотя его отдельные приёмы, взятые из книг по самозащите американского «офицера Ганкока» (так в ту пору называли Ирвинга Хэнкока, соавтора книги «Джиу-джитсу Дзигоро Кано»), изучались в Петербургской полицейской школе с 1902 года.

## История
Своему развитию в России и СССР дзюдо обязано в первую очередь Василию Сергеевичу Ощепкову. Василий Сергеевич Ощепков провёл детство и юность в Японии (начиная с 1905 года) и был одним из первых европейцев, сдавших экзамен на мастерскую степень дан в Кодокане.Его однокашник Трофим Попелев имел первый дан дзюдо . В 1917 году Ощепкову был присвоен 2-й дан.
После возвращения в Россию он активно развивал дзюдо, сначала на Дальнем Востоке (1914, 1917—1925), а затем в Новосибирске (1928) и в Москве (с 1930 года). Официально никакого дзюдо советская наука не признавала. В Большой советской энциклопедии первого и второго издания (1931 и 1951 год соответственно), в написанной с опорой на труды В. А. Спиридонова статье «джиу-до» содержится краткая формулировка — «то же, что джиу-джитсу». В третьем издании БСЭ за 1972 год, утверждалось что дзюдо «с конца 19 — начала 20 вв. культивируется в странах Европы, Азии и Америки. В СССР борьба дзюдо не получила широкого распространения (значительное развитие имеет борьба самбо, в которой применяются почти все приёмы, разрешённые в дзюдо)». При этом, причина по которой «борьба дзюдо не получила широкого распространения», разумеется, умалчивалась.
После ареста и смерти Ощепкова в 1937 году некоторые из его учеников, которым удалось избежать репрессий (в частности, А. А. Харлампиев), на собственный страх и риск продолжили занятия дзюдо под названием «борьба вольного стиля». О том, насколько властям было безразличны наработки Ощепкова и его учеников, может служить следующая ситуация времён Великой Отечественной войны: вместо того, чтобы направить А. Харлампиева в Мытищи, на специальную базу ОМСБОН, для подготовки партизанских и диверсионных кадров для заброски в тыл врага (в ту пору туда собрали многих талантливых советских спортсменов и тренеров), его отправляют в окопы рядовым дивизии народного ополчения. В 1944 году скончался В. А. Спиридонов, главный соперник Ощепкова, который ввёл название «самбо» для разработанной им системы приёмов подготовки сотрудников милиции, а после того как в марте 1947 года на 2-й Всесоюзной конференции специалистов борьбы вольного стиля «вольно-американскую борьбу» разделили на вольную борьбу и борьбу самбо, ученики Ощепкова смогли продолжать занятия без угрозы быть объявленными «японскими шпионами». В 1938 году название дзюдо (в использовавшемся тогда варианте написания «Борьба вольного стиля дзюу-до») было применено в официальных документах в последний раз, далее использовалось только название борьба вольного стиля, а затем самбо. По мнению, высказанному М. Н. Лукашевым, это было вызвано желанием ряда спортсменов подчеркнуть отсутствие связи данного стиля борьбы с Ощепковым, объявленным «японским шпионом». Сложилась критическая ситуация, когда они были вынуждены спасать не только самих себя, но и свой вид спорта — любимое детище Василия Сергеевича. А сделать это можно было только лишь перечеркнув и придав глухому забвению имя учителя, а вместе с ним и «подозрительные» японские корни преподававшейся им борьбы..
С конца 1930-х и до начала 1960-х годов в СССР дзюдо было под запретом, в конце 1930-х заниматься дзюдо открыто было чревато арестом и уголовной ответственностью за «шпионаж в пользу Японии».
Интерес к дзюдо вернулся после его выхода на международную арену. В соревнованиях по дзюдо стали принимать участие советские самбисты. В частности, команда советских самбистов успешно выступила на чемпионате Европы в Эссене (ФРГ) 11—12 мая 1962 года.
Затем в 1963 году команда из четырёх советских спортсменов — Олега Степанова (весовая категория до 68 кг), Владимира Панкратова (весовая категория до 80 кг), Генриха Шульца и Дурмишхана Беруашвили (оба в весовой категории свыше 80 кг), — выступила на предолимпийском турнире в Японии.
До 1972 года существовала только сборная команда СССР по дзюдо (собранная из борцов и самбистов, которым выдали кимоно), подготовка вне сборной не велась. Заниматься дзюдо могли спортсмены уже достигшие не ниже уровня мастера спорта в самбо или борьбе. В. В. Путин, считающийся дзюдоистом, на деле не имел ма́стерского звания и занимался в обыкновенной секции самбо. В 1972 году была создана Федерация дзюдо СССР, стали возникать секции дзюдо. После 1990 года Федерация дзюдо СССР была преобразована в Федерацию дзюдо России. Федерация дзюдо России является членом Европейского союза дзюдо, который в качестве континентального подразделения входит в Международную федерацию дзюдо.

## Участие советских и российских дзюдоистов в Олимпийских играх
Дзюдо является олимпийским видом спорта. Впервые соревнования по дзюдо среди мужчин прошли на летней Олимпиаде 1964 года в Токио. Тогда было разыграно всего 4 комплекта наград, и 3 золотые медали выиграли японцы. Советские дзюдоисты завоевали четыре бронзовые награды.
Первую золотую медаль советские дзюдоисты завоевали на Олимпийских играх 1972 года в Мюнхене.
Всего на счету советских дзюдоистов было 5 золотых наград:
- Шота Чочишвили (Мюнхен-1972),
- Владимир Невзоров (Монреаль-1976),
- Сергей Новиков (Монреаль-1976),
- Николай Солодухин (Москва-1980),
- Шота Хабарели (Москва-1980).

Ещё 2 золотые медали завоевали дзюдоисты Объединённой команды, выступавшей на Олимпиаде-1992 в Барселоне:
- Назим Гусейнов (Азербайджан),
- Давид Хахалейшвили (Грузия).

На счету российских дзюдоистов по состоянию на июль 2020 года 5 золотых наград:
- Арсен Галстян (Лондон, 2012) — до 60 кг[13]
- Беслан Мудранов (Рио-де-Жанейро, 2016) — до 60 кг
- Мансур Исаев (Лондон, 2012) — до 73 кг
- Тагир Хайбулаев (Лондон, 2012) — до 100 кг
- Хасан Халмурзаев (Рио-де-Жанейро, 2016) — до 81 кг

На счету россиян также 4 серебряные (Любовь Брулетова — 2000, Виталий Макаров — 2004, Тамерлан Тменов — 2004, Александр Михайлин — 2012) и 7 бронзовых наград (Юрий Стёпкин — 2000, Тамерлан Тменов — 2000, Дмитрий Носов — 2004, Хасанби Таов — 2004, Теа Донгузашвили — 2004, Иван Нифонтов — 2012, Наталья Кузютина — 2016).

## Женское дзюдо
С 1987 года стали проводиться чемпионаты СССР по дзюдо среди женщин. Последний такой чемпионат прошёл в 1991 году. После распада СССР в 1992 году прошёл единственный чемпионат СНГ. С 1992 года проводятся чемпионаты России по дзюдо среди женщин.

## Разряды и спортивные звания
В спортивном дзюдо в России за победы в соревнованиях дзюдоистам присваиваются спортивные разряды и звания Кандидат в мастера спорта России, Мастер спорта России, Мастер спорта России международного класса, Заслуженный мастер спорта России. Также за успехи в тренерской работе присваивается звание Заслуженный тренер России.

## Известные советские и российские дзюдоисты
- Веричев Григорий Владимирович — ученик Юсупова Хариса Мунасиповича, бронзовый призёр Олимпийских игр 1988 года[14]. Чемпион мира (1987), обладатель Кубка мира (1984 и 1986). Победитель Межконтинентального Кубка (1986) в составе сборной Европы. Чемпион Европы (1981, 1985, 1987, 1988 года). Победитель командного чемпионата Европы (1985). Чемпион мира среди полицейских (1992). Победитель Игр Доброй воли (1986). Победитель 32 международных турниров класса «А». 9-кратный чемпион СССР[15].
- Емельяненко Фёдор Владимирович — российский боец. Чемпион мира в тяжёлом весе по смешанным боевым искусствам по версии Pride, чемпион Pride Grand Prix 2004 в тяжёлом весе по смешанным единоборствам, чемпион мира в тяжёлом весе по смешанным единоборствам по версии Rings, чемпион мира в тяжёлом весе по смешанным единоборствам по версии W.A.M.M.A., 4-кратный чемпион мира по боевому самбо, Заслуженный мастер спорта России по боевому самбо, мастер спорта международного класса по дзюдо.
- Михайлин Александр Вячеславович — 3-кратный чемпион мира, многократный чемпион Европы, России; Заслуженный мастер спорта России по дзюдо. Выступает в весовой категории свыше 100 кг.
- Невзоров Владимир Михайлович — советский дзюдоист и самбист. Чемпион СССР по самбо (1971, 1972). Чемпион летних Олимпийских игр (Монреаль, 1976) по дзюдо, чемпион мира (1975) и Европы (1973, 1975, 1977) по дзюдо, Заслуженный мастер спорта СССР, Председатель Высшего Совета Федерации дзюдо России.
- Новиков Сергей Петрович — советский дзюдоист и самбист. Чемпион СССР по самбо (1971, 1972). Чемпион летних Олимпийских игр (Монреаль, 1976) по дзюдо, призёр чемпионатов мира (1973, 1975) и чемпион Европы (1973, 1974, 1976) по дзюдо, Заслуженный мастер спорта СССР (1974).
- Путин Владимир Владимирович — российский политический деятель, с 8 мая 2008 года — Председатель Правительства Российской Федерации. Второй Президент Российской Федерации (с 7 мая 2000 года по 7 мая 2008 года). Мастер спорта по самбо (1973) и по дзюдо (1975). Чемпион Ленинграда по дзюдо (1975)[16], чемпион ЦС ДСО «Труд»[17], призёр розыгрыша Кубка СССР, победитель первенств ДСО «Жальгирис» и «Калев», становился неоднократным победителем чемпионатов вузов[18].
- Ротенберг, Борис Романович — Вице-президент Федерации дзюдо России. Заслуженный тренер России, кандидат педагогических наук.
- Соколов, Юрий Алексеевич — многократный чемпион СССР, чемпион мира, заслуженный мастер спорта СССР.
- Солодухин Николай Иванович — советский дзюдоист. Чемпион летних Олимпийских игр (Москва, 1980) по дзюдо, чемпион мира (1979, 1983) и Европы (1979) по дзюдо, четырёхкратный чемпион СССР по дзюдо (1977, 1979, 1980, 1982), Заслуженный мастер спорта СССР (1980).
- Станев, Евгений Александрович — многократный чемпион России, чемпион Европы и бронзовый призёр чемпионата мира, мастер спорта международного класса.
- Тменов, Тамерлан Русланович — российский дзюдоист, Заслуженный мастер спорта России, капитан сборной команды России по дзюдо. Выступает в супертяжёлом весе (свыше 100 кг). Бронзовый призёр Олимпийских Игр 2000 года и серебряный призёр Олимпийских Игр 2004 года, многократный призёр чемпионатов мира, шестикратный чемпион Европы, восьмикратный чемпион России. Кавалер медалей ордена «За заслуги перед Отечеством» II степени (2001) и I степени (2006).
- Хабарели, Шота Дмитриевич — советский дзюдоист, чемпион Олимпийских игр 1980 года по дзюдо, призёр чемпионатов мира (1983) и Европы (1979, 1981, 1982, 1983) по дзюдо, Заслуженный мастер спорта СССР (1980). Победитель Спартакиады народов СССР (1983), многократный чемпион и призёр чемпионатов СССР по дзюдо.
- Чочишвили, Шота Самсонович — советский дзюдоист, первым из советских спортсменов стал чемпионом Олимпийских игр 1972 года по дзюдо. Многократный призёр чемпионатов мира и Европы по дзюдо, Заслуженный мастер спорта СССР (1972). Кавалер ордена Знак Почёта.
- Двойников Валерий Васильевич (4 мая 1950, Озёрск, Челябинская область, РСФСР, СССР) — заслуженный мастер спорта СССР по дзюдо, серебряный призёр Олимпийских игр, серебряный призёр чемпионата мира, победитель и призёр чемпионатов Европы, победитель и неоднократный призёр чемпионатов СССР по дзюдо, призёр чемпионатов СССР по самбо.